# Saadijske grobnice
Saadijske grobnice (arabsko قبر السعديين, latinizirano: qubur as-sa'adiyyin; berbersko ⵔⵇⴱⴰⵔ ⵏ ⵉⵙⴰⵄⴰⴷⵉⵢⵏ) so zgodovinska kraljeva nekropola v Marakešu v Maroku na južni strani mošeje Kazba, znotraj mestnega okrožja kraljevske kazbe (citadela). Segajo v čas rodbine Saadijcev in zlasti v vladavino Ahmeda al-Mansurja (1578–1603), čeprav so člane maroške monarhije še nekaj časa pokopavali tukaj. Številni umetnostni zgodovinarji štejejo kompleks za vrhunec maroške arhitekture v saadijskem obdobju zaradi njegove razkošne dekoracije in skrbnega oblikovanja notranjosti. Danes je to mesto velika turistična atrakcija v Marakešu.Grobnice so del Unescove svetovne dediščine v Marakešu.

## Ime
Nekropola je danes splošno znana kot Saadijske grobnice. V zgodovinskih arabskih besedilih so jih omenjali kot Kubas šarifs (arabsko قبر أشراف, latinizirano: qubur al-ashrāf).[3]: 393

## Zgodovina

### Pred Saadijci
Zgodnja zgodovina nekropole ni dobro znana. Nekropola je tik za zidom [[kibla (islam)|kible (v tem primeru jugovzhodna stena) mošeje Kazba, ki jo je skupaj z okoliško kraljevo kazbo (citadelo) zgradil almohadski vladar Abu Jusuf Jakub al-Mansur v poznem 12. stoletju. V skladu s tem se domneva, da je bilo to mesto nekropole že v času Almohadov, čeprav ni dokazov, da bi bile v tistem času tu pokopane pomembne osebnosti (namesto tega so bili almohadski vladarji pokopani v Tinmalu).:393
Znano pa je, da je bil v 14. stoletju, v obdobju rodbine Marinidov, tukaj leta 1351 začasno pokopan sultan Abu al-Hasan. Umrl je med izgnanstvom v gorovju Visoki Atlas in Marakeš je bil tako najbližje mesto za pokop (ki ga je po islamski tradiciji treba izvesti hitro). Nekaj mesecev pozneje so njegovo truplo premaknili in ponovno pokopali v marinidski kraljevi nekropoli v Čelahu (blizu Rabata). Marmornati nagrobnik z dolgim napisom potrjuje njegov prvi pokop v nekropoli Kazba v Marakešu in ta nagrobnik še danes najdemo v komori treh niš v saadijskih grobnicah (domnevno prestavljen med saadijsko gradnjo ali po njej). Pokop marinidskega sultana tukaj nakazuje, da je moralo biti takrat že pokopališče. Kasneje je nekropola postala tudi grobišče emirjev Hintati, ki so nadzorovali regijo Marakeš od sredine 15. stoletja do leta 1520. Nekateri njihovi epitafi so vidni še danes.

### Saadijska nekropola
Sedanja nekropola na splošno izvira iz saadijskega obdobja, vendar še vedno obstajajo nekatera vprašanja o kronologiji in pripisovanju različnih gradenj, ki niso nedvomno razrešena. Najpogosteje citirano časovnico in najpopolnejšo analizo je predstavil Deverdun leta 1959 na podlagi številnih argumentov in dokazov.

#### Začetki pod Abdalahom al-Ghalibom
Nekropola ima dve veliki strukturi: eno na vzhodu, obdano z vrtovi na obeh straneh, in eno na zahodu, poleg današnjega vhoda za obiskovalce. Vzhodni mavzolej je bil prvi zgrajen in se je začel kot preprosta kvadratna dvorana, ki je mejila na južno steno mošeje Kazba. Domneva se, da je ta prvi mavzolej zgradil drugi saadijski sultan Marakeša, Mulaj Abdalah al-Ghalib, med letoma 1557 in 1574. Al-Ghalib je bil že med svojo vladavino ploden gradbenik in zdi se, da je želel postaviti mavzolej v čast svojemu očetu Mohamedu al-Šajku, ustanovitelju rodbine, ki je bil ubit leta 1557 in pokopan tukaj v verjetno preprostem grobu. Pred Mohamedom al-Šajkhom so bili nekateri Saadijci – predvsem al-Kaim, ustanovitelj rodbine, ter Ahmad al-Araj in njegovi sinovi – pokopani v Zaviji al-Džazuli in njenem sosednjem pokopališču v mestu.
Sam Al-Ghalib je bil leta 1574 pokopan poleg svojega očeta v novem mavzoleju, ki ga je zgradil. Posvetilna marmorna napisna plošča je bila postavljena na steno ob vzglavju njegove grobnice, vendar je bila ta plošča pozneje (z neznanim datumom in iz neznanih razlogov) premaknjena v dvorano treh niš v kasnejši zahodni stavbi. Verjetno (vendar nepotrjeno), da je bil četrti saadijski sultan, Abd al-Malik, prav tako pokopan poleg Mohameda al-Šajka (tudi njegovega očeta), na južni strani slednjega groba, leta 1578 ali kasneje.

#### Širitev pod Ahmedom al-Mansurjem
Naslednja faza gradnje je potekala med vladavino Ahmeda al-Mansurja, še enega od sinov Mohameda al-Šajkha ter najmočnejšega in najbogatejšega izmed saadijskih sultanov, med letoma 1578 in 1603. Ko je al-Mansurjeva mati, Lala Masuda, žena Mohameda al-Šajka, umrla leta 1591, se je odločil, da jo bo pokopal znotraj iste mavzolejske sobe kot očeta. Najverjetneje ob tej priložnosti ali malo kasneje se je al-Mansur odločil spremeniti in razširiti ta mavzolej. Menda je predelal dekoracijo obstoječe dvorane in dodal dve pravokotni loži na njeni vzhodni in zahodni strani. Ustvaril je tudi veliko večjo pravokotno dvorano (tako imenovano veliko dvorano) na južni strani, neposredno povezano z ostalimi tremi prostori. Možno je, da je al-Mansur namenil to večjo komoro za lastno grobnico. V nekem trenutku je verjetno naročil še dve posvetilni marmorni napisni plošči, ki sta ju postavili na glave grobov svojega očeta (Mohamed al-Šajk) in svoje matere (Lala Masuda). Spet iz neznanih razlogov in ob negotovem datumu je bila posvetilna plošča Mohameda al-Šajka prestavljena v zahodno stavbo in postavljena na zadnjo steno Dvorane dvanajstih stebrov, kjer je vidna še danes. Plošča, posvečena Lali Masudi, je ostala poleg njenega groba (čeprav so jo morda tudi premaknili).
Na neki točki med al-Mansurjevo širitvijo in olepševanjem vzhodnega mavzoleja med letoma 1591 in 1598 (ali najpozneje pred letom 1603) se je odločil opustiti to delo in se lotil gradnje popolnoma nove stavbe na zahodu. Ta novi mavzolej je bil očitno namenjen njegovemu lastnemu pokopu. Stavba je bila razdeljena na tri prostore, od juga proti severu: dvorano mihraba (molitveno sobo, ki prvotno ni bila namenjena za grobnice), komoro dvanajstih stebrov (zasebno kraljevsko grobnico) in komoro treh niš (prizidek k glavni komori). Prva oseba, ki je bila pokopana v tej stavbi, je bila verjetno ena od al-Mansurjevih žena, Mahala bint Omar al-Marin, leta 1598, na mestu blizu morebitne grobnice njenega moža v Dvorani dvanajstih stebrov. Sam Ahmed al-Mansur je bil po smrti leta 1603 pokopan v središču te dvorane. Nekatere dekoracije v komori mihraba so po njegovi smrti morda ostale nedokončane. Po al-Mansurju so bili v tej komori z njim pokopani številni drugi družinski člani, vključno z njegovimi nasledniki. Med pomembnejšimi je bila prva druga njegova žena, Lala Aiša as-Šabanija, leta 1623. Nato je bil to njun sin, sultan Mulaj Zidan, leta 1627, sledila sta mu sultan Abd al-Malik II. leta 1631 in sultan Mohamed al-Šajk al-Saghir leta 1653–54. Danes je epitaf Mulaja Zidana takoj desno od očetovega, medtem ko je na levi Mohamed al-Šajk al-Saghir. Okrašeni nagrobniki (vrste, imenovane mkabrija) nad temi petimi pomembnimi člani kraljeve družine so tudi največji in najlepši v mavzoleju, izklesani v carrarskem marmorju. Velika podobnost v slogu in izdelavi je bila dokaz, da jih je ustvaril isti obrtnik ali delavnica rokodelcev med letoma 1603 in 1655, pri čemer je mkabrije prvih dveh (al-Mansur in Lala Aiša as-Šabanija) verjetno naročil njun sin Mulaj Zidan in so nato služile kot modeli za druge tri izdelane nagrobnike pozneje. Številni drugi nižji člani kraljeve družine so raztreseni po dvorani.

### Po Saadijcij
Nekropola se je še nekaj časa po al-Mansurjevi smrti uporabljala kot grobišče. Alavijski sultan Mulaj Ismail (vladal 1672–1727), ki je plenil saadijske palače, je kasneje omejil dostop do saadijske nekropole tako, da jo je zaprl od večine okoliških stavb. Kljub temu se je še naprej uporabljala tudi v obdobju 'Alavi, kar dokazuje obilica grobov in nagrobnikov, raztresenih po današnjem pokopališču. Velika pravokotna dvorana (ali velika dvorana) na južni strani mavzoleja Mohameda al Šajka in Lale Masude je bila polna drugih grobnic. Dvorana mihraba, južna dvorana konstrukcije Ahmeda al-Mansurja, ki naj bi se uporabljala zgolj kot molilnica, je dinastija Alavi uporabljala kot mavzolej vsaj do poznega 18. stoletja. Zdaj je v celoti zapolnjena z grobovi članov družine Alavi. Eden od teh grobov naj bi bil grob 'alavijskega sultana Mulaj al-Jazida (umrl 1792), ki je bil prej označen z leseno balustrado in so ga včasih obiskovali lokalni romarji. Ime Mulaj al-Jazida je zdaj povezano tudi z mošejo Kazba in s trgom pred njo. Nekropola zdaj vsebuje skupno 56 nagrobnikov, označenih z mkabrijami (okrašenimi marmornimi epitafi) in še približno sto grobov, označenih preprosto z večbarvnimi ploščicami.

### Sodobni časi
Sčasoma je bila nekropola izolirana od okoliških ulic in so jo nehali uporabljati. Leta 1917 jih je »ponovno odkrila« Služba za lepo umetnost, Antiquités et Monuments historiques (Služba za likovno umetnost, starine in zgodovinske spomenike) iz Maroka, uradni organ, ustanovljen leta 1912 z začetkom francoskega protektorata nad Marokom. Do takrat so bile grobnice v hudo slabem stanju in od leta 1917 dalje je služba izvajala skrben proces obnove. Manjkajoče dele okrasja so obnovili z uporabo preživelih delov kot modela. Mesto so tudi prvič odprli širši javnosti. Od leta 1920 dalje so grobnice postale predmet preučevanja znanstvenikov. Danes so postale glavna turistična atrakcija v Marakešu.
Med potresom septembra 2023, ki je prizadel južni Maroko, so bile grobnice poškodovane. Najresnejša škoda je bila ugotovljena v strukturah, ki mejijo na lokacijo in mošejo Kazba, ne pa v samih grobnicah. Zgodnja ocena je odkrila znatne razpoke v stenah in stolpih, ki obdajajo ograjen prostor, delne zrušitve okoli vhoda, nekaj poškodb na strešnikih vzhodnega mavzoleja (Lala Masuda) in poškodbe štukaturnega okrasja zahodnega mavzoleja (dvorana mihraba in dvorana dvanajstih stebrov). Mesto je bilo pozneje zaprto zaradi popravil in ponovno odprto za obiskovalce oktobra 2023.

## Arhitektura in postavitev
Nekropola je veliko vrtno pokopališče, obdano z obzidjem na jugu in obzidjem mošeje Kazba na severu. Znotraj tega sta dve glavni stavbi: ena na zahodnem robu pokopališča (na levi ob vstopu obiskovalcev) in druga vzhodneje, obdana s pokopališkimi vrtovi. Vrtovi so polni grobov, pokritih s pisanimi ploščicami.
Mavzoleji so zgrajeni v mavrskem ali zahodnem islamskem slogu, ki se je v tej regiji razvil v prejšnjih stoletjih. Dekorativne tehnike, ki jih vidimo v stavbah predhodnih rodbin Marinidov in Nasridov – ki so vladali v Maroku oziroma Al Andaluzu (južna Španija) – se tukaj ponavljajo.

### Vzhodni mavzolej
Vzhodna stavba je starejša od dveh glavnih stavb v nekropoli. Pogosto se imenuje Kuba Lala Masuda (kuba je arabska beseda za mavzolej, običajno s kupolo). Sestavljena je iz majhne osrednje kvadratne dvorane (tako imenovane dvorane Lala Masuda), dveh pravokotnih prostorov z ložami na obeh straneh na vzhodu in zahodu ter velike pravokotne dvorane na jugu (tako imenovane velike dvorane), ki je neposredno povezana z vsemi tremi. Poleg dveh lož, ki se odpirata na vrtove, je na južni strani velike južne dvorane odprtina (vrata ali nekdanje okno). Verjame se, da je ta nenavadna in skoraj simetrična postavitev rezultat vsaj dveh različnih gradbenih faz: kvadratnega mavzoleja, ki ga je nad grobnico Mohameda al Šajka prvotno postavil Mulaj Abdalah al Ghalib, in razširitve Ahmrda al-Mansurja, ki je dodal druge dvorane okoli njega (glejte poglavje o zgodovini zgoraj). Večji del stavbe je zidan. Okrasje, ki naj bi prav tako izhajalo iz al-Mansurjevega časa, je povsod visoke kakovosti, čeprav nekateri učenjaki menijo, da je okrasje ostalo nedokončano, ko je Ahmed al-Mansur prenehal delati na tej stavbi in začel graditi zahodni mavzolej.

#### Dvorana Lalla Mas'uda
Osrednja dvorana se včasih imenuje tudi dvorana Lala Masuda. Domneva se, da je to najstarejša stavba v nekropoli, razmeroma majhen mavzolej, ki ga je postavil Mulaj Abdalah al-Ghalib med letoma 1557 in 1574 nad grobnico svojega očeta Mohameda al-Šajka, ustanovitelja rodbine. Danes vsebuje grobnico Mohameda al-Šejha, Lale Masude (žene al-Šejka in matere Ahmeda al-Mansurja), samega al-Ghaliba in morda tudi sultana Abd al-Malika (še enega sina al-Šejka, ki je vladal med letoma 1576 in 1578).
Dvorana je kvadratna, meri 4 metre na stranico. Dvorana je prekrita z obokom zelo finih in zapletenih muqarnas (kiparstvo v obliki satja ali kapnikov), narejenih iz štukature, ki ohranja del svoje polikromne poslikave v modri in zlati (med drugimi barvami). Površine majhnih niš v kompoziciji muqarnas se izmenjujejo med ravnimi površinami in površinami, izrezljanimi z motivi maroške/andaluzijske arabeske. Zgornje stene komore so prav tako prekrite z zapleteno štukaturo v obliki arabesk in geometrijskih kompozicij, medtem ko so spodnje stene prekrite z mozaiki iz ploščic zellij z geometrijskimi zvezdastimi vzorci. Med tema dvema deloma so pasovi arabskih napisov v štukaturah in ploščicah. Tudi tla so pokrita z zellij tlakom (čeprav v načeloma preprostejših motivih). Na severni strani dvorane je niša, podobna mihrabu, pokrita z lastnim nadstreškom iz muqarnas. V tej niši je grobnica Lala Masuda. Na spodnji zahodni steni niše je izrezljana marmorna plošča s posvetilnim besedilom Lala Masuda. Plošča je najbolje ohranjen kos te vrste v celotni nekropoli, deloma tudi zaradi dejstva, da je bila prvotno zaščitena z lesenimi polkni. Poleg bogatih rezbarij ohranja pridih nekdanje rdeče barve.
- Pogled proti dvorani Lalla Mas'uda, skozi vrata iz južne dvorane
- Niša nad grobnico Lala Masuda. Na dnu je viden posvetilni marmorni napis
- Detajl muqarnas v niši nad grobnico Lale Masud
- Muqarnas strop nad komoro
- Pogled proti dvorani Lala Masuda z vzhodne lože
- Detajl štukaturnega oboka v dvorano Lale Masude iz vzhodne lože

#### Velika soba
Dvorana Lale Masude se povezuje z veliko pravokotno sobo na jugu skozi vrata, ki jih krona zapleten štukaturni lok z muqarnas intrados (notranje površine loka), ki je nato obdan z nekaterimi najkakovostnejšimi rezbarijami štukature. Zgornje stene te komore so večinoma gole, spodnje stene pa imajo ploščice zellij s še bolj zapletenimi 16-stranimi zvezdastimi vzorci. Dvorana je pokrita s streho berchla (maroški leseni okvirni strop s posebnimi slogovnimi geometrijskimi ureditvami) z ostanki nekdanjih barv. Tla so ponovno pokrita s ploščicami skupaj z različnimi grobnicami. Komora meri 10 krat 6 metrov.
- Pogled na Veliko dvorano. V središču je obok Muqarnas, ki vodi do mavzoleja Mohameda al-Šajka in Lala Masuda
- Pogled na strop z lesenim okvirjem berchla
- Nekatere grobnice ob tleh dvorane

#### Lože
Na obeh straneh mavzoleja so majhne pravokotne komore (4 × 2 metra), ki se odpirajo navzven skozi bogato okrašene lože. Vzhodna loža ima vrata, ki se odpirajo tako v osrednjo mavzolejsko dvorano (prek drugega zapletenega oboka) kot v južno veliko dvorano, medtem ko se zahodna loža povezuje le z južno komoro. Lože so triločno obokane: nadstrešek iz cedrovega lesa tvori lok, ki počiva na stebrih, izrezljanih iz štukature, ti pa na stebrih iz marmorja, z manjšimi loki, izrezljanimi v muqarnas, ki prečkajo prostor med stebri in glavnimi stenami stavbe. Leseni nadstreški imajo pas, izrezljan s kartušami arabske kaligrafije, ki prikazuje koranski verz iz Sure al-Ahzab. Rezbarije iz štukature so spet zelo fine in imajo različne motive. Pas štukature z zvezdastim vzorcem teče okrog preostalega dela stavbe na zunanji strani, tik pod leseno streho.

### Zahodni mavzolej
Zahodna stavba mavzoleja je razdeljena na tri prostore: dvorano mihraba, dvorano dvanajstih stebrov in komoro treh niš. Domneva se, da v celoti izhaja iz vladavine Ahmeda al-Mansurja, čeprav vsebuje veliko grobnic tudi po njegovem času.

#### Dvorana mihraba
Najjužnejša dvorana je bila namenjena manjši mošeji ali molilnici, zato ima na južni/jugovzhodni steni mihrab. V islamski arhitekturi je mihrab niša, ki simbolizira kiblo (smer molitve). Tukajšnji mihrab spominja na Ben Jusufovo medreso (tudi saadijskega izvora): podkvasti lok, obdan z dovršenim okrasjem iz štukature in v notranjosti skriva majhno kupolo muqarnas. Vendar se zdi, da je okras spodnjih delov mihraba ostal nedokončan: narisali so obrise vzorca, vendar niso bili zapolnjeni in izrezljani. Verjame se, da je to posledica smrti Ahmeda al-Mansurja, preden je bila dekoracija popolnoma dokončana, in njegovim naslednikom ni bilo volje ali sredstev, da bi jo dokončali. Skupaj 8 vpetih stebrov, izdelanih iz marmorja z žilami, je razporejenih okoli podnožja mihraba. Preostali del dvorane je velik pravokoten prostor, označen s štirimi stebri, ki podpirajo loke. Stebri in loki delijo zgornji prostor komore na 9 pravokotnih območij, pri čemer ima vsak oddelek svoj lesen strop z zvezdastimi vzorci. Strop pred mihrabom pa je drugačen in namesto tega ima velik obok v obliki piramide z zapletenimi muqarnas (slogovno podoben stropu dvorane Lala Masuda). Ker ima obok kvadratni obris, prehaja v pravokoten prostor z dvema bolj nagnjenima ploskvama muqarnas na obeh straneh.
Ta mošejska dvorana je bila prvotno edini vhod v stavbo. V osrednji mavzolej al-Mansurja (dvorana dvanajstih stebrov) se vstopi skozi drug bogato okrašen obok muqarnas neposredno nasproti mihraba. Dandanes pa so tla dvorane pokrita z grobnicami družinskih članov rodbine 'Alavi, domnevno pa je tudi grobnica 'alavijskega sultana Mulaj al-Jazida. Zaradi tega obiskovalci na splošno ne smejo hoditi v notranjost.
- Pogled na dvorano mihraba (mihrab je na levi))
- Vrata iz dvorane mihraba v dvorano dvanajstih stebrov
- Stropi nad dvorano mihraba
- Bližnji posnetek mihraba
- Delni pogled na obok muqarnas pred mihrabom
- Alavijske grobnice v komori

#### Dvorana dvanajstih stebrov (mavzolej Ahmeda al-Mansurja)
To je velika mavzolejska dvorana Ahmeda al-Mansurja in najbolj bogato okrašena dvorana v celotni nekropoli, ki na splošno velja za vrhunec kompleksa. Njena postavitev sledi predhodno uveljavljenemu načrtu, videnemu v mavzoleju Sidija Jusufa ibn Alija v Marakešu (ki ga je zgradil Mulaj Abdalah al-Ghalib) in v ostankih pokopališča ravda v Alhambri v Granadi. Dvorana je kvadratna, meri 10 metrov na stranico in se dviga 12 metrov visoko. Nekoliko manjši kvadrat tvori znotraj komore dvanajst stebrov iz carrarskega marmorja, ki so simetrično razporejeni v skupinah po tri okoli središča sobe. Kapiteli marmornih stebrov imajo preproste profile, vendar so prekriti z visokimi reliefnimi rastlinskimi ali arabesknimi rezbarijami. Še bolj izjemno je to, da vsaka skupina treh stebrov podpira dva majhna loka muqarnas, ki sta prav tako narejena iz marmorja (namesto običajnega lesa ali štukature) in sta vseeno videti tako zapleteno izrezljana kot drugi elementi v sobi. Prostor med skupinami stebrov se razteza s širšimi loki muqarnas, izrezljanimi v štukaturo, vendar so konzole, na katerih počivajo njihove baze, prav tako izdelane iz marmorja. Na splošno so obrtniki, ki so zgradili komoro, skrbno poskrbeli, da je bil prehod iz marmorja v štukaturo skoraj neopazen, tako da se zdi, da se dva zelo različna materiala naravno zlijeta skupaj. Uporaba rdeče barve za poudarjanje oblik štukature je še vedno vidna na mnogih področjih.
Dovršeni stropi iz cedrovega lesa v komori so tudi visoki dosežki maroške in saadijske umetnosti. Zaradi razporeditve kvadrata v kvadratu in lokov, ki izvirajo iz vogalov notranjega kvadrata, je v sredini en velik strop, okoli njega pa osem manjših kvadratnih in pravokotnih stropov. Osrednji strop z lesenim okvirjem je oblikovan kot kvadratna kupola ali kupola in je prekrit z zvezdastim vzorcem. Oblika in vzorec sta podobna znamenitemu stropu veleposlaniške dvorane v palači Alhambra, vendar manjša od njega. Pod samo kupolo je prehodna cona lesorezljanih muqarnas, pod tem pa dva pasova slikanega okrasja z arabesknimi motivi in arabskimi kaligrafskimi napisi. Pravokotni stropi vzdolž stranic komore so ravni, vendar imajo več geometrijskih motivov, pa tudi miniaturne kupole muqarnas. Nazadnje so manjši kvadratni stropi v vogalih komore polne muqarnske kupole. Zgornji pasovi lesa, ki tečejo tik pod stropi, so prav tako okrašeni z motivi lokov in kufskih arabskih motivov. Stropi so pobarvani v pretežno rdečih in zlatih barvah, ohranjenih še danes.
Površine sten komore so pokrite z izrezljanim štukaturo, vzdolž njihovih spodnjih delov pa bolj običajna ploščica zellij. V samem središču sobe je nagrobnik Ahmeda al-Mansurja. Na njegovi desni strani (z vidika današnjih obiskovalcev, ki vidijo sobo) je nagrobnik njegovega sina, sultana Mulaja Zidana (umrl 1627), na njegovi neposredni levi pa je nagrobnik sultana Mohameda al-Šajka al-Saghirja (umrl 1654–55). V tej sobi sta tudi grobnici al-Mansurjeve žene, Lale Aiša as-Šabanija (umrla 1623) in sultana Abd al-Malika II. (umrl 1631). Vsi njihovi nagrobniki, vrste, imenovane mkabrija, so sestavljeni iz podolgovatega marmornatega bloka, vklesanega z arabskimi epitafi na arabesknem ozadju. Mkabrije teh petih saadijcev so še posebej velike in okrašene in domnevajo, da jih je izdelala ista obrtniška delavnica. Manjši nagrobniki drugih članov rodbine so raztreseni po sobi. Zanimivo je, da je marmorna plošča z napisom, vdelana v zadnjo steno komore, posvečena Mohamedu al Šajku (ki je pokopan v drugem mavzoleju čez vrtove na vzhodu) in je bila očitno prestavljena sem z njegovega nagrobnika v vzhodnem mavzoleju. Zakaj in kdaj je bil sem prestavljen, ni znano.
Danes, ker je prvotni vhod skozi dvorano mihraba prepovedan, obiskovalci vstopijo na rob komore skozi odprtino v vzhodni steni mavzoleja, neposredno od zunaj. Ta odprtina je bila prvotno le okno, podobno oknom, ki jih najdemo v zunanjih stenah drugih svetišč v Maroku, kjer lahko muslimanski pešci na ulici ponudijo molitve ali darila pokojniku, ne da bi morali vstopiti v svetišče.
- Dvorana dvanajstih stebrov; srednji nagrobnik je Ahmed al-Mansur
- Pogled na strop komore, zlasti s pogledom na osrednji strop
- Eden od pravokotnih stropov vzdolž stranic komore
- Podrobnosti elementov iz marmorja in štukature, ki se zlivajo skupaj v vogalih komore
- Zadnja stena mavzolejske komore
- Marmorna plošča z napisom, posvečena Mohamedu al-Šejhu (nerazložljivo prestavljen sem neznanega datuma)

#### Dvorana treh niš
Dvorana treh niš je priloga k glavni mavzolejski komori in hrani več grobnic, vključno z epitafom, ki potrjuje prvi (začasni) pokop marinidskega sultana Abu al-Hasana leta 1341 (verjetno prenesen sem po saadijski gradnji).  Druga marmorna plošča z napisom, ki tokrat pripada Mulaju Abdalahu al-Ghalibu, je vdelana v eno od sten tukajšnje komore. Še enkrat, ni znano, zakaj ali kdaj je bila ta plošča premaknjena s svoje prvotne lokacije (na vzglavju Abdalahove grobnice v vzhodnem mavzoleju) sem.
Do dvorane se dostopa iz dvorane dvanajstih stebrov skozi dve stranski odprtini v severni steni slednje. Postavitev kamre je enostavnejša, njeni stropi pa so manj dodelani. Vendar pa so njene stene prekrite z nekaterimi najbolj zapletenimi rezbarijami v štukaturah v kompleksu, ki vsebujejo različne arabeske, geometrijske in epigrafske/kaligrafske motive.

## Vpliv in zapuščina
Strokovnjaki na splošno menijo, da sta zasnova in dekoracija saadijskih grobnic močno in jasno vpeta v umetniško tradicijo prejšnje andaluzijske in maroške arhitekture (ali »hispansko-mavrske« umetnosti). Nekateri, kot je Georges Marçais, celo na splošno saadijsko umetnost označujejo za renesanso tega sloga, preden je v naslednjih stoletjih relativno nazadoval. Poleg uporabe in nadaljnjega izpopolnjevanja dekorativnih tehnik iz marinidskega obdobja v Maroku saadijske grobnice kažejo tudi na vpliv nasridskih predhodnikov v Granadi v Španiji. Postavitev Dvorane dvanajstih stebrov je na primer podobna postavitvi mavzoleja ravda v Alhambri in je bila pozneje ponovljena v mavzoleju Mulaj Ismaila v Meknesu v obdobju Alavi. Drugi vplivi Nasridov v saadijski arhitekturi vključujejo dva okrasna paviljona za umivanje, ki sta ju Ahmed al-Mansur in Abdalah al-Ghalib II. dodala na dvorišče mošeje Karauin v Fesu, ki močno spominjata na dva paviljona na dvorišču levov v Alhambri.
Saadijske grobnice pogosto veljajo za visoko merilo maroške umetnosti in arhitekture v saadijskem obdobju in postsrednjeveškem obdobju na splošno, zahvaljujoč izjemno bogatemu okrasju in 'racionalni' ureditvi notranjega prostora. Kmalu po tem, ko so jih francoske kolonialne oblasti ponovno odkrile in dale dostop javnosti leta 1917 so jih hvalili številni sodobni umetnostni zgodovinarji in opazovalci, ki so jih obiskali. Obenem mnogi (zahodni) učenjaki še vedno vidijo saadijsko obdobje kot začetek zatona ali 'konzervativnega' obdobja v maroški umetnosti in arhitekturi, v katerem so bili obstoječi slogi zvesto reproducirani in posnemani, vendar je bilo malo inovacij uveden.